# 중국의 전통과학

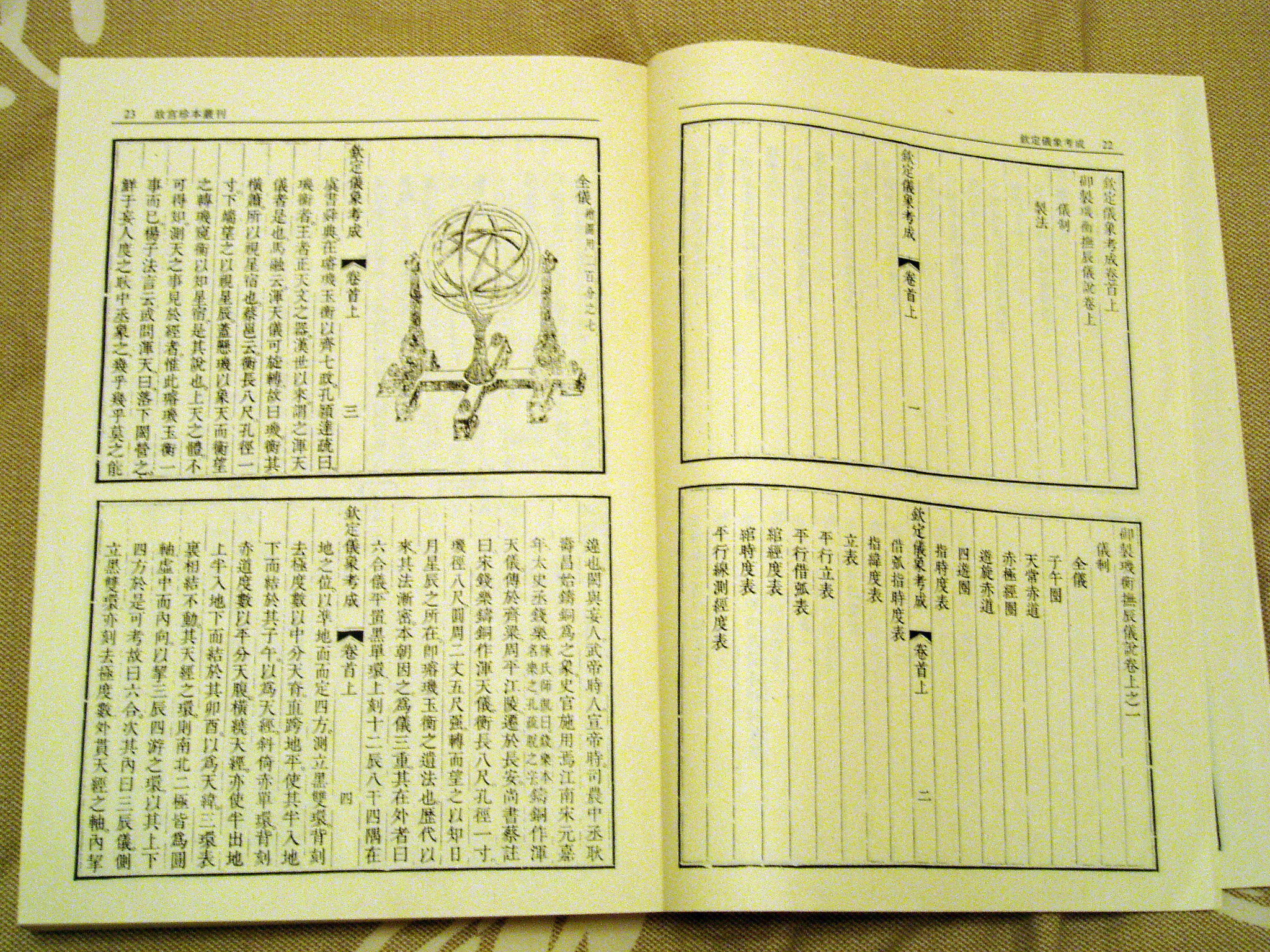
청나라 시기의 천문 관측 기구에 대한 기록

고대 중국에서는 자연에 대해 관심이 없던 유교 사상가들에 비해 과학적인 사고 방식과 자연 철학적인 성격을 내표하는 자연 철학이 발생하였고, 전국 시대에 크게 발달하여 중국인들에게 엄청난 사상적 영향력을 미친 음양오행설에는 과학적인 진리가 내포되어 있었다. 한편, 고대 중국에서는 천체에 대한 지대한 관심으로 천체 관측법이나 관측 기구 등이 발달하였다. 여러 사건들로 인하여 정말 많은 것들을 잃어버렸으나 최근 조사에 의해 의외로 놀라운 사실들이 밝혀지고 있다.

## 고대 중국의 자연 철학
춘추 전국 시대는 많은 사상가와 학자들이 여러 가지의 생각을 내세웠던 시대이다. 이 시기의 많은 학자와 사상가들을 제자백가라고 하는데, 이들 가운데에는 과학의 발달에 도움이 될 만한 태도를 가진 학자들이 있었는가 하면, 그렇지 않은 학자도 있었다.
유교 사상가들은 자연에 대해 거의 관심을 가지고 있지 않았다. 유교 사상가들이 활동하던 춘추 전국 시대는 매우 혼란한 시기였고, 유교 사상가들은 그 위기를 사람과 사람 사이의 참된 사랑을 가르쳐서 극복하려 하였다. 따라서 그들은 사랑(仁)을 중심으로 여러 사물현상에 대해 설명하였을 뿐, 자연에 대한 이해에 기초한 사물현상의 이해가 이 세상의 위기를 풀 수 있다고는 생각하지 않았다.
이에 비해, 도가 사상가들은 자연에 대해 깊은 관심을 가지고 있었다. 사람도 자연의 한 부분이며, 인간이 가장 행복할 수 있는 것은 자연으로 돌아가는 것이라고 생각하였다. 그러나 도가 사상가들은 자연을 신성한 것으로 여기는 특성을 갖고 있었기 때문에, 자연을 객관적으로 관찰하고, 보편적인 법칙 같은 것을 발견하려는 시도를 하지는 못하였다. 오히려 그들은 때때로 지나치게 인간의 문화를 거부하면서 지식 자체에 대해서도 회의를 가지고 있었기 때문에, 자연에 대한 지식으로서의 과학에는 관심을 갖지 못하였다. 후세에 도가 사상가들이 중심이 되어 연단술 같은 고대의 화학이라 할 수 있는 분야를 발달시키기도 했지만, 이는 과학의 발달과 직접적으로 관련된 사상이라고 보기는 어렵다.
과학의 발달과 깊은 관련이 있다고 할 수 있는 사상가들은 묵자와 명가, 음양가 등이다. 이 가운데 특히 묵자와 명가 사상가들은 논리적인 사고의 중요성에 대해 인식하고 있었다. 과학이란 논리적 사고의 발달이라는 관점에서 볼때, 묵자의 책에 담긴 간단한 광학, 기하학, 역학에 대한 지식과 이와 함께 제시된 논리적 사고의 일부분은 고대 중국의 과학적 사고의 기원임을 알 수 있다. 마찬가지로 논리적 사고가 더욱 분명하게 나타난 사상가는 명가 사상가인 공손룡과 혜시 등을 들 수 있는데, 이들은 수많은 역설을 통해서 논리적 사고의 중요성을 강조하였다.
음양오행으로 자연 현상을 설명하는 태도는 전국 시대에 크게 발달하여, 그 후 동양의 강한 전통으로 전해졌는데, 이것이 자연을 설명하는 기본틀이 되었다. 이후 음양오행설이 과학 분야 이외에 사회현상에서부터 일반 사물현상을 설명하는 데까지 적용되게 되었다. 음양오행설의 목(木), 화(火), 토(土), 금(金), 수(水)의 다섯 행은 5가지 원소인 동시에, 역사를 추동하는 5가지 힘을 의미한다. 이러한 인식에 따라 이 세상의 모든 것이 5행으로 분류되어, 5색(색상), 5취(냄새), 5곡(곡식), 5방(방향), 5음(음악의 기본음), 5륜(인간관계)등이 설정되었다.

## 천문학과 역산학

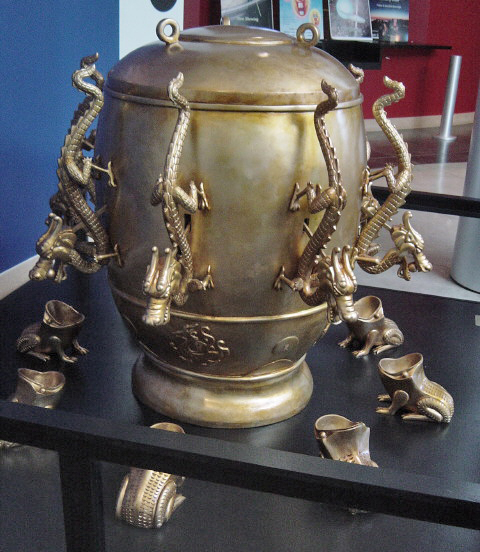
장형의 지동의

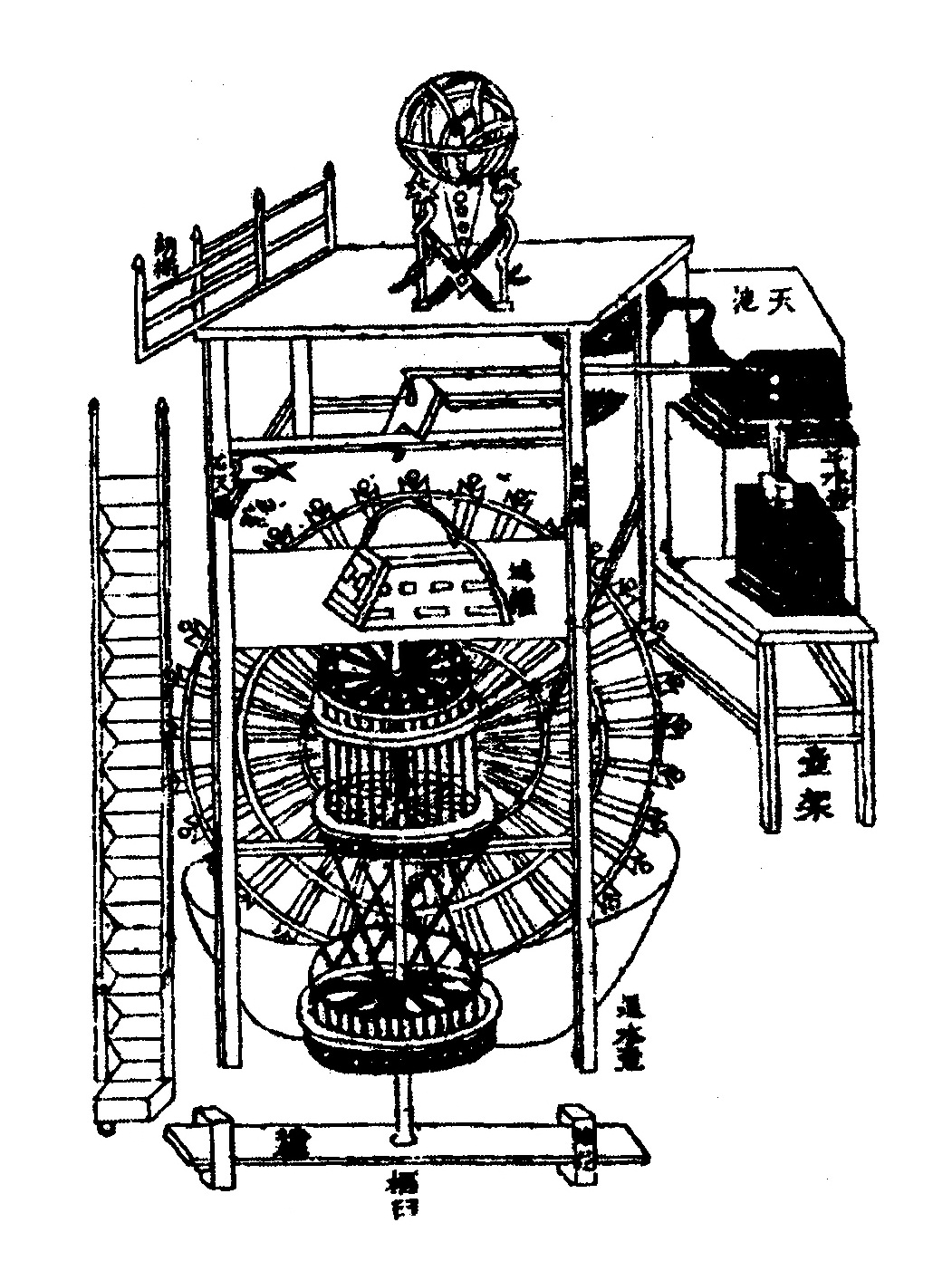
소송의 수운의상대

기원전 140년의 중국의 책인 『회남자(淮南子)』에는 당시의 우주의 모형에 대한 인식이 담겨있다. 이 책에 의하면, 이 세계는 ‘태시(太始)’라는 혼돈된 상태에서 시작하여, 변화를 거쳐 우주가 되었고 우주는 기(氣)를 낳았으며, 기가 밝고 가벼운 것이 하늘을 만들고, 무겁고 탁한 것이 땅을 이룬다고 보았다. 특히, 주목할 만한 것은 원래 우주라는 말은 오늘날의 우주가 공간만을 지칭하지만, 이 시기의 우주는 공간과 시간을 함께 의미하는 것이었다.
고대 중국의 우주관은 여러 가지가 있는데, 이 중 유명한 것은 아래와 같은 세가지가 있다.
먼저, 개천설(蓋天說)인데, 이는 ‘하늘은 둥그스름한 우산처럼 되어 있고, 그 아래에 평평한 땅이 있다’라는 주장으로, 하늘은 둥글고 땅은 모가 나 있다는 천원지방(天圓地方)이라는 말은 개천설에 의한 것이다.
다음으로, 후한의 천문학자이며 과학자인 장형의 혼천설(渾天說)이 있다. 이 주장은 하늘은 달걀 껍데기와 같고, 땅은 가운데의 노른자위와 같다고 보았다. 하늘은 유한하고 그 가운데 땅덩이가 둥글게 자리잡고 있다는 점에서 지구 구형론을 천문 관측 결과로 증명하는데 성공하였으나 진공의 존재를 설명하지 못하고 둥그스름한 땅이 물 위에 떠 있는 것을 생각했다는 한계가 있다.
마지막으로, 후한 때의 선야설(宣夜說)이 있다. 선야설은 우주를 무한한 공간으로 파악하고, 그 속에 해와 달과 별들이 서로 다른 길을 가고 있다는 매우 발전적인 학설이다. 그러나 더 이상 정밀한 형태로 발전하지는 못하였으며, 후세에 개천설과 혼천설만큼 사람들에게 널리 알려지지도 않았다.
이 무렵에는 이미 매우 정확한 천체의 관측이 이루어지고 있었으며, 동양에서 가장 대표적인 천체 위치 관측 장치인 혼천의는 장형의 혼천설과 관련하여 더욱 계량한 것으로 여겨진다. 정확한 천체 위치의 관측은 천문 계산법의 발전에 큰 역할을 하게 되었으며, 그 결과 고대의 역법이 발전할 수 있었다. 한편, 이 때의 천문 현상에 대해서는 점성술로서의 관심이 대단하였다. 이상한 모든 천문 현상은 어떤 개인의 운명을 결정해 주는 것이라기 보다는 국가의 장래를 예고한다는 해석이었다. 이 때문에, 고대 중국의 천문 관측은 국가 점성술의 경향을 띠고 국가에 의해 발전하게 되었다.
천문 현상에 대한 여러 가지 관심은 이 시기에 이르러 시간을 연구하는 관련 과학을 크게 발달시켰다. 전국 시대까지 이미 중국에서는 매우 발달된 역법을 사용하고 있었음이 분명하지만, 처음 공식적으로 사용된 역법은 104년에 한의 무제가 공포한 태초력이다. 이 역법을 계기로 중국은 처음으로 연호를 쓰기 시작한 것으로 알려져 있다. 이 역법의 이름인 태초력은, 그 해 시작된 연호가 ‘태초’였기 때문에 지어진 이름이었다. 하루를 100각(刻), 12시(時)로 나눈 것이 태초력이었으며, 이것은 이후 수천년동안 동양세계의 시간 단위로 사용되었다. 시간에 대한 인식이 발전하자, 해시계, 물시계도 여러 모양으로 발전해 나갔다. 한나라 이후에 역법은 계속 개정되었으며, 그에 따라 계산 기술도 정밀하게 발전해 나갔다.
중세 중국의 송(宋)·원(元)·명(明) 시대에는 고대의 우주관이 그대로 전수되고 보다 정밀한 천문 기구들이 발달하였다. 송대의 대표적인 천문학자 소송(蘇頌)은 수운의상대(水運儀象臺)라는 천문 기구에 시계를 겸해 설치한 거대한 자동 장치를 만들었다. 이 장치는 세계 최초의 기계 시계로, 가로세로 길이가 7m, 높이가 12m에 이르는 거대한 것이었다. 원대에는 서양 문명이 수용된 시기로, 서양 천문학이 도입되었다. 회회(回回)천문대가 설치되어 고대 그리스의 천문학을 연구하였으며, 이슬람인 천문학자를 회회천문대장으로 임명했다. 원대의 천문기구로는 간의, 고표, 앙의 등이 있다.

## 같이 보기
- 과학사
- 중국의 수학

## 참고 문헌
- 그림으로 보는 중국의 과학과 문명(로버트 템플 저, 까치, 1999)[쪽 번호 필요]